# Пюхяйоки (приток Шуи)
Пю́хяйоки (Ра́япуро) — река в России, протекает в Республике Карелии. Устье реки находится в 150 км по правому берегу реки Шуя. Длина реки составляет 26 км, площадь водосборного бассейна 243 км².

## Общие сведения
Река берёт начало из озера Пиени-Пюхяярви на высоте 139,7 м над уровнем моря.
В верхнем течении протекает через озеро Исо-Пюхяярви.
Впадает в реку Шую.

## Данные водного реестра
По данным государственного водного реестра России относится к Балтийскому бассейновому округу, водохозяйственный участок реки — Шуя, речной подбассейн реки — Свирь (включая реки бассейна Онежского озера). Относится к речному бассейну реки Нева (включая бассейны рек Онежского и Ладожского озера).
Код объекта в государственном водном реестре — 01040100112102000014387.